# نوروز (فیلم)
نوروز فیلمی به کارگردانی و نویسندگی سیدرحیم حسینی ساختهٔ سال ۱۳۸۰ است.

## خلاصه داستان
یک نوجوان بسیجی برای آب رسانی به روستای خود از منطقه عملیاتی جنگ، تانکر آبی را به غنیمت می‌گیرد، اما برای رساندن تانکر به روستا با مشکلاتی روبه رو می‌شود.

## بازیگران
- جهانبخش سلطانی
- مظاهر نصرالهی
- جمشید اسماعیل‌خانی